# HMS Ulster (R83)
HMS Ulster (R83/F83) là một tàu khu trục lớp U được Hải quân Hoàng gia Anh Quốc chế tạo trong Chương trình Khẩn cấp Chiến tranh để phục vụ trong Chiến tranh Thế giới thứ hai. Ulster sống sót qua cuộc chiến tranh, được cải biến thành một tàu frigate nhanh chống tàu ngầm Kiểu 15 vào năm 1953 với ký hiệu lườn mới F83, và tiếp tục phục vụ cho đến khi ngừng hoạt động năm 1977 và bị tháo dỡ năm 1980. Nó là chiếc tàu chiến thứ ba của Hải quân Hoàng gia được đặt cái tên này.

## Thiết kế và chế tạo
Ulster có trọng lượng choán nước 2.058 tấn Anh (2.091 t) khi đầy tải, có chiều dài 363 ft (111 m), mạn thuyền rộng 35 ft 8 in (10,87 m) và mớn nước sâu 10 ft (3,0 m). Nó được dẫn động bởi hai turbine hơi nước với hai nồi hơi Admiralty, tạo ra tổng công suất 40.000 shp (29.828 kW) đến hai trục chân vịt, và đạt được tốc độ tối đa 37 hải lý trên giờ (68,5 km/h). Tầm hoạt động của nó là 4.860 nmi (9.000 km) với một thủy thủ đoàn 180 người. Vũ khí trang bị nguyên thủy bao gồm bốn pháo QF 4,7 in (120 mm) Mk IX, hai pháo phòng không Bofors 40 mm, sáu pháo phòng không Oerlikon 20 mm và tám ống phóngngư lôi 21 in (530 mm) Mk. IX; nó cũng được trang bị radar, sonar và mìn sâu.
Ulster được chế tạo tại xưởng tàu của hãng Swan Hunter and Wigham Richardson Ltd. ở Wallsend-on-Tyne. Nó được đặt lườn vào ngày 12 tháng 11 năm 1941; được hạ thủy vào ngày 9 tháng 11 năm 1942 và nhập biên chế cùng Hải quân Hoàng gia vào ngày 30 tháng 6 năm 1943. Với ngân quỹ quyên góp được trong Chiến dịch Tiết kiệm Hải quân vào năm 1942 vớn được biết đến dưới tên gọi Tuần lễ Tàu chiến, con tàu được cộng đồng dân cư của Ulster đỡ đầu.

## Lịch sử hoạt động

### Thế Chiến II

Ulster tham gia đổ bộ lính biệt kích Commando tại Sicily, Ý, năm 1943.

Sau khi việc chế tạo hoàn tất vào tháng 6 năm 1943, Ulster nhận nhiệm vụ tuần tra và hộ tống tại khu vực eo biển Manche. Đến cuối năm đó, nó được điều sang khu vực Địa Trung Hải và biển Adriatic làm nhiệm vụ tuần tra chống tàu ngầm; nó bị hư hại do hỏa lực bắn trả của đối phương. Vào tháng 4 năm 1944, nó quay trở về vùng biển nhà, và cho đến cuối năm được tái trang bị với các hệ thống radar và cảnh báo tiên tiến.
Từ đầu năm 1945, Ulster được điều sang Hạm đội Thái Bình Dương và đổi sang ký hiệu lườn D83 cho phù hợp với hệ thống ký hiệu của Hải quân Hoa Kỳ; nó hoạt động trong thành phần lực lượng đặc nhiệm tàu sân bay nhanh của Đệ Tam và Đệ Ngũ hạm đội Hoa Kỳ. Đang khi tham gia Chiến dịch Iceberg, cuộc đổ bộ của Đồng Minh lên Okinawa, nó bị một máy bay tấn công cảm tử kamikaze mang một quả bom 500 lb (230 kg) đâm suýt trúng cạnh lườn tàu, làm hỏng khoang động cơ và làm thiệt mạng hai thủy thủ cùng một người khác bị thương. Nó phải được kéo đến Leyte, Philippines để sửa chữa trước khi tiếp tục lên đường đi Australia để sửa chữa thêm. Đến tháng 10 năm 1945, nó quay trở về Anh Quốc và đi vào Xưởng tàu Chatham để được sửa chữa triệt để.

### Sau chiến tranh
Sau chiến tranh, Ulster hầu như được sử dụng như một tàu huấn luyện và tàu dự bị. Từ năm 1953 đến năm 1955, nó được cải biến toàn diện thành một tàu frigate Kiểu 15 tại Xưởng tàu Chatham. Sau đó nó gia nhập Hải đội Frigate 8 và làm nhiệm vụ tại Iceland, quần đảo Azores, Tây Ấn, biển Caribe trong lượt phục vụ tại Châu Mỹ. Vào năm 1958, nó giúp vào việc phục hồi cung cấp điện tại Nassau, Bahamas. Đến năm 1964, nó lại được đưa về lực lượng dự bị tại Plymouth, nhưng chỉ một năm sau, nó lại được tái biên chế vào Hải đội Frigate 2, rồi đến năm 1967 lại được rút khỏi hoạt động.
Vào cuối những năm 1960, Ulster được sử dụng như tàu huấn luyện vận hành sonar ngoài khơi. Vào năm 1970, nó tham gia Ngày Hải quân Portsmouth khi đang hoạt động như tàu huấn luyện hoa tiêu hải quân. Sau đó nó được sử dụng như một lườn tàu huấn luyện từ năm 1977 đến năm 1980 tại căn cứ HMS Raleigh. Cuối cùng vào năm 1980, Ulster bị bán cho hãng T. W. Ward để tháo dỡ.